# Music for the Masses
Music for the Masses er titlen på et Depeche Mode-album fra 1987. Albummets titel kan ses som en lidt ironisk henvisning til at albummet var lidt mere eksperimenterende og med flere lidt sværere tilgængelige numre end foregående kommercielle succeser: Black Celebration og Some Great Reward.
Albummet indeholder dog også flere store hits.
Albummet blev indspillet i Paris og London og blev færdigmixet i Puk-studiet ved Randers i Danmark.

## Numre

### Spor
1. Never Let Me Down Again
2. The Things You Said
3. Strangelove
4. Sacred
5. Little 15
6. Behind the Wheel
7. I Want You Now
8. To Have And To Hold
9. Nothing
10. Pimpf

### Bonus tracks på CD-udgivelsen
- 11. Agent Orange
- 12. Never Let Me Down (Aggro Mix)
- 13. To Have And To Hold (Spanish Taster)
- 14. Pleasure, little Treasure

### Andre udgivelser
Singler fra albummet er: "Strangelove" (udsendt før albummet), "Never Let Me Down Again", "Behind The Wheel" og "Little 15".
Videoen til albummets anden single, "Never Let Me Down Again", blev optaget på markerne omkring Puk-studiet i Danmark. (Videoen blev optaget på en gård uden for Tåstrup vest for Aarhus).